# Вильский, Теофил Юзеф
Тео́фил Ю́зеф Ви́льский (пол. Teofil Józef Wilski, 16 октября 1935, Скубарчево, Великопольское воеводство, Польша — 26 марта 2022) — польский католический прелат, вспомогательный епископ Калиша с 8 апреля 1995 года по 31 октября 2011 года.

## Биография
Богословское образование получил в Высшей духовной семинарии в Гнезно. 11 июня 1960 года Теофил Юзеф Вильский был рукоположён в священника кардиналом примасом Польши Стефаном Вышинским в гнезненском соборе Успения Пресвятой Девы Марии. Служил в различных приходах архиепархии Гнезно. В 1968 году окончил Люблинский католический университет. В течение двух лет служил викарием в приходе в населённом пункте Кцыня. Работал с католическим движением Неокатехуменат. Позднее работал епархиальным нотариусом и был духовным отцом в семинарии.
8 апреля 1995 года римский папа Иоанн Павел II назначил Теофила Юзефа Вильского титулярным епископом Кастеллума Мавретанского и вспомогательным епископом епархии Калиша. 8 мая 1995 года состоялось рукоположение Теофила Юзефа Вильского в епископа, которое совершил архиепископ Познани Ежи Строба в сослужении с епископом Калиша Станиславом Напералой и епископом Влоцлавека Брониславом Дембовским.
15 мая 1995 года был назначен генеральным викарием епархии Калиша.
31 октября 2011 года Теофил Юзеф Вильский подал в отставку.
Скончался 26 марта 2022 года.